# Eusemion longipennis
Eusemion longipennis är en stekelart som först beskrevs av William Harris Ashmead 1888.  Eusemion longipennis ingår i släktet Eusemion och familjen sköldlussteklar. Inga underarter finns listade i Catalogue of Life.